# Elsie Joy Davison
 Elsie Joy Davison (* 14. März 1910 in Toronto, Kanada; † 8. Juli 1940 in Upavon, England) war eine britische Pilotin. Sie war die erste weibliche Fluggesellschaftsleiterin Großbritanniens.

## Leben
Davison zog mit ihrer Mutter und ihrer Schwester nach einem tödlichen Unfall ihres Vaters von Kanada nach Großbritannien. Da sie seit ihrer Kindheit an der Luftfahrt und der Mechanik interessiert war, begann sie 1929 zu fliegen und erwarb 1930 ihr Flugzeugnis. Mit 23 Jahren war sie mit einer „Commercial-B“-Lizenz des Luftfahrtministeriums registriert. Sie war Mitglied der Women’s Engineering Society und arbeitete zunächst bei der de Havilland Aircraft Company Limited und mehreren anderen Unternehmen als Mechanikerin, bevor sie für die Comper Aircraft Company zu fliegen begann. 1933 heiratete sie William Frank Davison (1899–1949), den sie beim Fliegen für seine Fotoarbeiten für das Liverpool Dock Board kennengelernt hatte.
Frank Davison kaufte 1934 Hooton Airfield auf der Halbinsel Wirral und gründete 1936 die Utility Airways Ltd., die er zusammen mit seiner Frau leitete. Das Paar wurde 1939 geschieden. In diesem Jahr arbeitete Davison für eine Firma, die von Portsmouth nach Cardiff flog. Als der Zweite Weltkrieg ausbrach, begann sie bei der National Air Communications (NAC) zu arbeiten. Davison war eine der Pilotinnen – bekannt als „Atagirls“ –, die zum Air Transport Auxiliary (ATA) zugelassen wurden, das während des Krieges auf dem Whitchurch Aerodrome in Bristol stationiert war.
Davison trat am 1. Juli 1940 der Frauenabteilung der ATA bei. Die ATA wurde beauftragt, neu produzierte Flugzeuge von den Fabriken zu ihren jeweiligen Royal Air Force Basen zu transportieren. Als erfahrene Pilotin wurde Davison zu einem Umschulungskurs zum Fliegen von Kampfflugzeugen geschickt. Sie besuchte die Central Flying School in Upavon und erhielt einen erfahrenen Ausbilder namens Sergeant Francis L’Estrange. Davison und L’Estrange flogen am 8. Juli 1940 mit einer Miles Master, aber bei ihrer Rückkehr zur Basis tauchte das Flugzeug spiralförmig ab und stürzte in den Boden. Sowohl Davison als auch L’Estrange starben während dieses Schulungsfluges, wodurch Davison die erste weibliche Fliegerin des Landes ist, die während des Zweiten Weltkriegs starb. Es wurde nie ein Grund für den Absturz gefunden. Eine Theorie war, dass Kohlenmonoxid in das Cockpit sickerte. Davison wurde eingeäschert und ihre Asche von einem Flugzeug verstreut.